# Henri Brincard

Bischofswappen

Henri Marie Raoul Brincard CRSA (* 18. November 1939 in Savennières; † 14. November 2014 in Caluire-et-Cuire) war ein französischer Ordensgeistlicher und Bischof von Le Puy-en-Velay.

## Leben
Henri Brincard verbrachte seine Jugend in England und Paris. Er studierte an der École nationale des chartes, einer der französischen Elitehochschulen der Grande école, und trat der Ordensgemeinschaft der Augustiner-Chorherren in Windesheim-Saint-Victor bei. Er studierte Theologie und Philosophie am Seminar der Karmelitinnen und an der katholischen Universität Fribourg, Schweiz, und empfing am 23. August 1975 die Priesterweihe. Er war Professor an der Ordenshochschule in der Abtei von Saint-Pierre-sur-Rhône Champagne im Burgund sowie an der La Grande Chartreuse, dem Mutterkloster des Kartäuserordens und bei der Gemeinschaft vom heiligen Johannes in Rimont.
Papst Johannes Paul II. ernannte ihn am 8. August 1988 zum Bischof von Le Puy-en-Velay. Die Bischofsweihe spendete ihm der Erzbischof von Bourges, Pierre Plateau, am 2. Oktober desselben Jahres; Mitkonsekratoren waren Louis Cornet, Bischof von Meaux, und Claude Feidt, Bischof von Chambéry.
Als Bischof begleitete er von 2000 bis 2011 den Aufbau des Centre national des archives de l'Église de France. Er war zudem bis 2012 zuständig für die Koordination der Seelsorge auf dem Jakobsweg in Frankreich und Spanien. Von 2007 bis 2013 war er als Bischof zuständig für die AOM - Association des Œuvres Mariales, France. Von 2001 bis 2012 war er Präsident der Association des Directeurs et Directrices de l’Enseignement Chrétien (ADDEC). Er war 2011/12 und 2013 Kommissar und seit 2013 der Päpstliche Delegat für die Kongregation der Les sœurs contemplatives de Saint-Jean.
2000 gab er das Buch Marie et l'Eglise dans la lumière du Jubilé de l'an 2000 heraus.

## Ehrungen
- Ritter der Ehrenlegion (2005)